# Rakkeby
Rakkeby – miasto w Danii, w regionie Jutlandia Północna, w gminie Hjørring.